# أوزفالد دي أندرادي
جوزا أوزفالد سوزا دي أندرادي (بالبرتغالية: José Oswald de Sousa de Andrade) الشهير أوزفالد دي أندرادي (Oswald de Andrade؛ ولد في ساو باولو، 11 يناير 1890—توفي في ساو باولو 22 أكتوبر 1954) كان كاتبا ومسرحيا ومنظّرا برازيليا. درس القانون وتخرج عام 1919. كان من مناصري أسبوع الفن الحداثي الذي انعقد عام 1922 في ساو باولو، وصار من أهم الأشخاص الذين ارتبطوا بالحداثية الأدبية البرازيلية، ويعتبر من أكثرهم ابتكارا. اشتهر كذلك بطباعه «السخيف والمحقر.» كان متزوجا بتارسيلا دو أمارال من 1926 إلى 1929 ثم كان متزوجا بپاغو من 1930 إلى 1935.

## بيان خشب البرازيل
في أطروحته «بيان شعر خشب البرازيل» (Manifesto da Poesia Pau-Brasil) من عام 1924، دعا أندرادي إلى صنع فن برازيلي عذري وجوهري—فن لم يعد برتغاليا أم مما بعد البرتغالية—فن مصفى من أفكار مسبقة التكوين عن ماهية الفن وكيفية صنع الفن.
رغب في أن يرى الفن والثقافة البرازيليين محرَّرين من أية مديونية مزعومة لأوروبا، بل وأن يراهما يصدِّران إلى الخارج—مثل خشب البرازيل—ويؤثَّران على المجتمعات الأخرى.

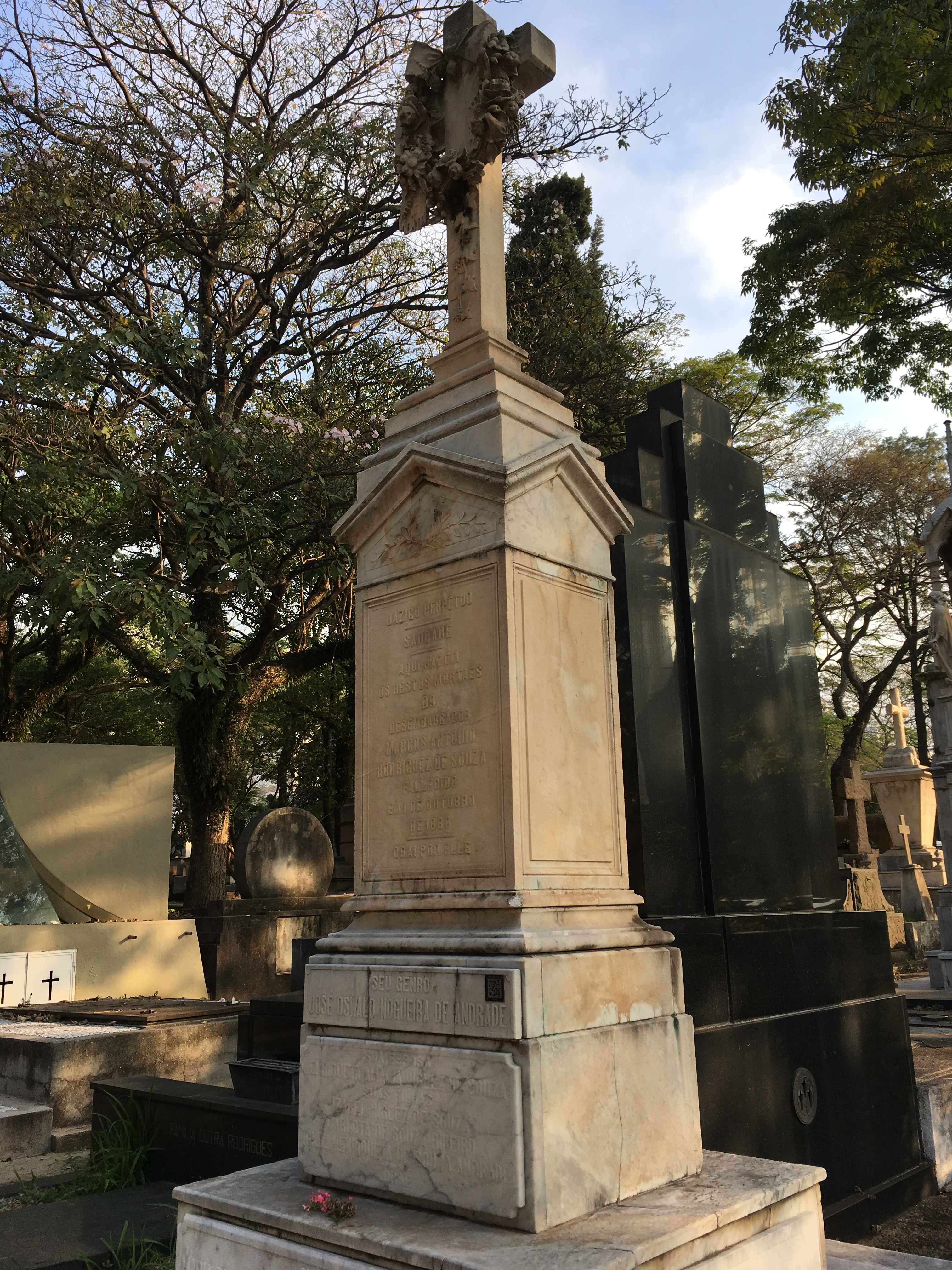
قبر أوزوالد دي أندرادي

كما دون في هذا البيان: «العمل ضد التفصيل النظامي - نحو التركيب؛ ضد الاعتلال المشاعري - نحو الاتزان الهندسي ونحو الاحتراف التقني؛ ضد النسخ، نحو الاختراع ونحو الفجأة.»

## وفاته
توفي عن عمر يناهز 64 عامًا، في غرفة نومه، متأثرًا بنوبة قلبية.

## روابط خارجية
- أوزفالد دي أندرادي على موقع IMDb (الإنجليزية)
- أوزفالد دي أندرادي على موقع الموسوعة البريطانية (الإنجليزية)
- أوزفالد دي أندرادي على موقع ميوزك برينز (الإنجليزية)